# Didier Bariani
Didier Bariani, né le 16 octobre 1943 à Bellerive-sur-Allier (Allier), est un homme politique français, ancien député et secrétaire d'État.

## Biographie
Fils d'un haut fonctionnaire de la France d'outre-mer et d'une avocate parisienne, Didier Bariani est diplômé de Sciences po Paris. En 1969, il adhère au Parti radical valoisien. Il est, le 1er février 1978, l'un des dix signataires de l'acte constitutif de naissance de l'UDF, dont le PRV devient une composante. Il est, de 1979 à 1983, président du Parti radical valoisien.
Il est élu, en 1978, député de la 30e circonscription de Paris, contre le communiste sortant Daniel Dalbera, le devançant de moins de 700 voix au second tour. Il est battu en 1981 par le candidat socialiste Michel Charzat (14 929 contre 12 534 voix).
Didier Bariani devient maire du 20e arrondissement de Paris en 1983 et conserve ses fonctions durant deux mandats consécutifs. Pendant la campagne, bien qu'un accord verbal sur la fusion des listes RPR et FN, ait été évoqué par Jean-Marie Le Pen, lui-même candidat, avec un score de 11,26% au 1er tour, prétendant que Jacques Chirac « voulait faire le grand chelem à Paris pour montrer aux socialistes sa force, et à l’UDF qu’il était le patron », au second tour, et sans équivoque, le message suivant était affiché par la liste du candidat Didier Bariani : « Ni extrême-gauche, ni extrême-droite, le 20e restera Républicain ». L'accord supposé est démenti dès le lendemain des résultats. Président de la société d’économie mixte Saemar Saint-Blaise, il urbanise très densément ce quartier qui présentera des difficultés urbaines, fonctionnelles et sociales alors que ses projets contestés sur le Bas-Belleville se heurteront à une forte mobilisation associative.
Il se présente lors des élections législatives de 1986, dont le mode de scrutin est proportionnel, dans le département de la Seine-Saint-Denis, en tant que tête de liste UDF. Élu avec 9,77 % des voix, il est nommé immédiatement au gouvernement de Jacques Chirac et ne siège pas à l'Assemblée, remplacé par le suivant de liste Jean-Jack Salles.
Il reprend à Michel Charzat, douze ans plus tard, son siège de député de la circonscription devenue la 21e. Durant cette Xe législature, de 1993 à 1997, il est président du Groupe d'amitié France-Israël.
Élu, en 1999, président de la fédération UDF de Paris (réélu en 2001), il quitte en 2002 le Parti radical à la suite de son association avec l'UMP mais reste membre de l'UDF, dont il est vice-président national.
Il participe à la campagne électorale de François Bayrou lors de l'élection présidentielle de 2007. À la suite du ralliement de plusieurs députés UDF à la majorité présidentielle de Nicolas Sarkozy, Didier Bariani maintient son soutien actif à François Bayrou lors de la création du Mouvement démocrate.
En mai 2011, il rejoint à nouveau le Parti radical valoisien, avec Jean-Louis Borloo. Au congrès du Parti radical du 10 mars 2012, il milite pour un soutien à François Bayrou.
Dans le livre Les Frères invisibles, les journalistes Renaud Lecadre et Ghislaine Ottenheimer révèlent que Bariani fut l'un des principaux associés maçonniques de Jacques Chirac.
Lors des élections régionales de décembre 2015, il redevient conseiller régional de la région Île-de-France, puis est désigné 15e vice-président de l'exécutif présidé par Valérie Pécresse, chargé de la Métropole du Grand Paris, bien qu'il ne soit précédemment pas investi sur cette thématique.

## Carrière professionnelle
- Gérant de la société Inforg
- Président-directeur général de la société d'économie mixte d'aménagement urbain Saemer Saint-Blaise
- Président du Paris Football Club de 1992 à 2001

## Ouvrages
- 1985 : Les immigrés : pour ou contre la France ?, Éditions France-Empire •  (ISBN 2-70480-464-8)